# Bahnhof Kfar Saba – Nordau
Der Bahnhof Kfar Saba – Nordau (hebräisch תַּחֲנַת הָרַכֶּבֶת כְּפַר סָבָּא – נוֹרְדַאוּ Tachanat ha-Rakkevet Kfar Sabā – Nōrdāū, arabisch محطة قطار كفار سابا نورداو, DMG Maḥaṭat qiṭār Kfār Sābā Nūrdāw) ist ein Bahnhof der Rakkevet Israel (RI) an der Nordgrenze Hod haScharons direkt am Übergang zum namengebenden Kfar Saba. Die Station bietet einen Halt an der Scharonbahn, die die Küstenbahn der RI-Hauptlinie im Westen mit der Ostbahn verbindet. Als Teil der Lulʾat haScharon (לוּלְאַת הַשָּׁרוֹן ‚Schleife der Scharon‘) verkehren hier doppelstöckige Vorortzüge, die den nördlichen Gusch Dan (Großraum Tel Aviv) via Tel Aviv mit der weiteren südlichen israelischen Küstenebene verbindet.

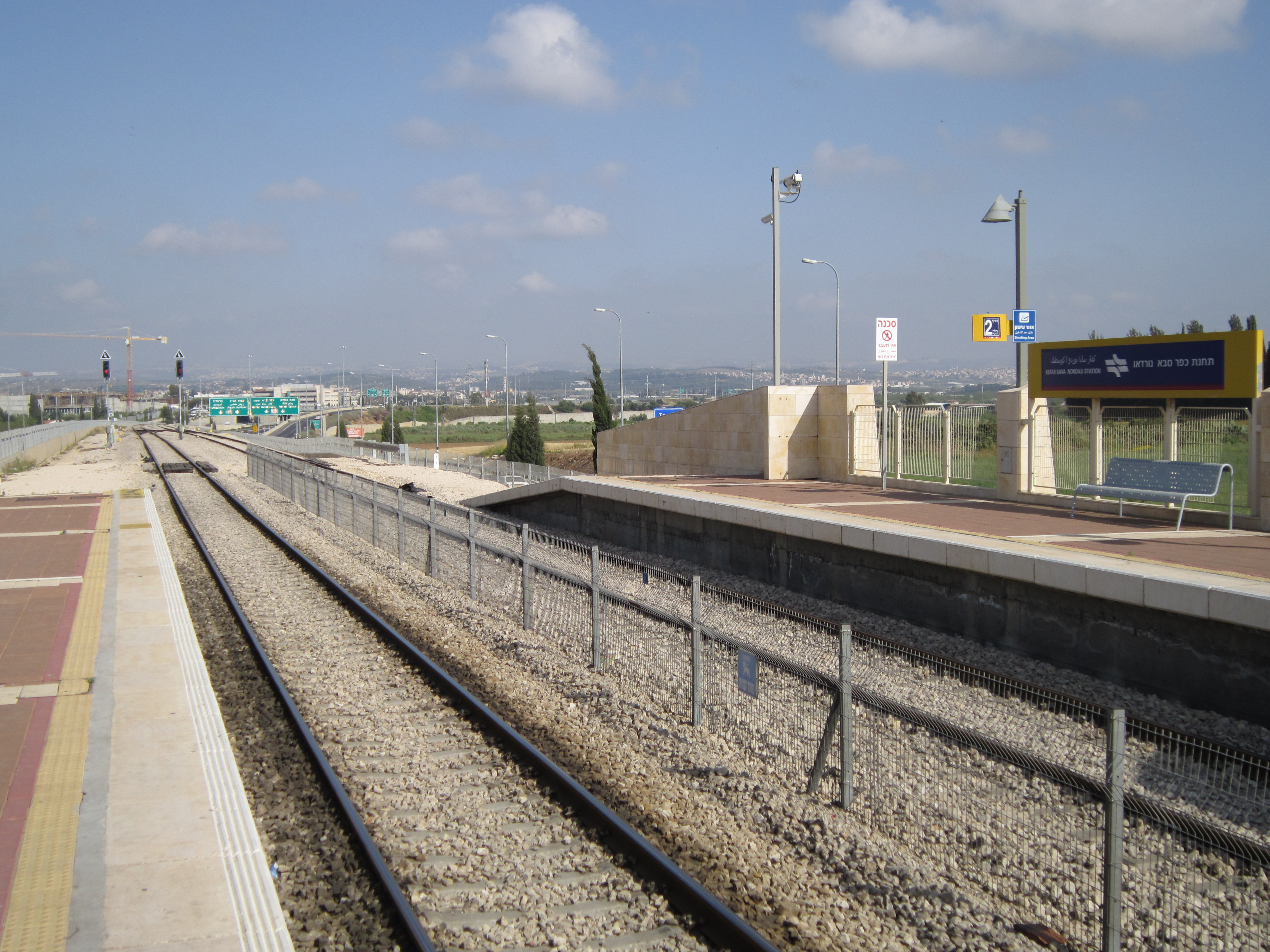
Blick 2015 ostwärts den Damm von Scharonbahn und Kvisch entlang mit Rampe zur Anschlussstelle Mechlaf Elischama mit der Fernstraße Kvisch unter Signalbrücken vor Gewerbestandort der Western Digital und Anhöhen Samariens in der Ferne

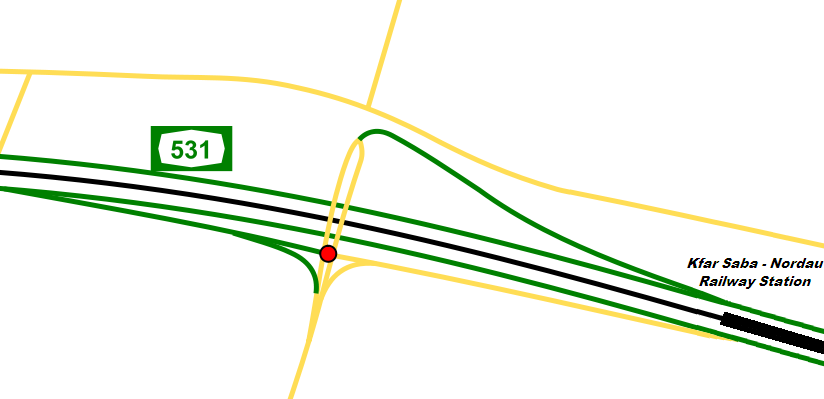
Rechov haZabbarim (gelb) parallel zur Scharonbahn (schwarz) mit Bahnhof Kfar Saba – Nordau (schwarzes Rechteck) in Mittellage der Richtungsfahrbahnen des Kvisch, davon westlich dessen Knoten Mechlaf Tel Chai zur Innerortsstraße Rechov Tel Chai, 2012

## Lage
Da die Scharonbahn erst entstand, als die Verstädterung in diesem Teil der Ebene Scharon weit vorangeschritten war, verläuft ihre Trasse abseits der Ortszentren, liegen ihre Bahnhöfe also dezentral. Die Scharonbahn verläuft im Abschnitt des Bahnhofs in Mittellage der Autobahn Kvisch 531 (כְּבִישׁ 531 Kvisch , künftig als  klassifiziert) mit dieser auf einem gemeinsamen Bahn- und Fahrdamm.
Der Bahnhof Kfar Saba – Nordau liegt am nordöstlichen Rand des Ballungsraums Gusch Dan, der hier südliche Teile der Scharon einnimmt. Gemäß politischer Grenzen befindet sich der Bahnhof am nordöstlichen Rand des Weichbilds der Stadt Hod haScharon, das 2024 hier noch von Freiflächen geprägt ist. Direkt nördlich angrenzend ist der südliche Stadtrand Kfar Sabas, der hier eine dicht besiedelte Stadtlandschaft bildet, weshalb der Bahnhof den Namen dieser Stadt trägt und sein Empfangsgebäude auf der Nordseite der Bahnstrecke liegend sich zum benachbarten Kfar Saba öffnet.
Der Bahnhof liegt zwar in Hod haScharon und ist dort mit Rechov haZabbarim 120 (רְחוֹב הַצַּבָּרִים ‚Straße der Feigenkakteen‘) adressiert, diese ist aber besser von Kfar Saba her anzufahren, wo diese Straße auch den Namen Rechov Tel Aviv-Jafo (רְחוֹב תֵּל אָבִיב-יָפוֹ Rəchōv Tel Avīv-Jafō) führt. Um vom Rechov haZabbarim ins übrige Hod haScharon zu gelangen, bestehen drei Querungen des Bahn- und Fahrdamms, der ihn von der eigentlichen Stadt trennt, einmal der westliche Rechov Assirei Zijjon (רְחוֹב אֲסִירֵי צִיּוֹן; per Brücke), der mittlere Rechov Tel Chai (רְחוֹב תֵּל חַי; per Brücke) und der östlich am Bahnhof einmündende Rechov Kinneret (רְחוֹב כִּנֶּרֶת; per Unterführung).
Der Bahnhof liegt auf einer Höhe von etwa 60 Metern. Zwei wichtige Nord-Süd-Straßenachsen Kfar Sabas, der Rechov Nordau (רְחוֹב נוֹרְדַאוּ Rəchōv Nōrdāū) und der Rechov haGvurot (רְחוֹב הַגְּבוּרוֹת Rəchōv haGvūrōt), verbinden den Bahnhof mit zentralen Teilen der Stadt.

## Namen des Bahnhofs
Am 13. April 2003 eröffnete die Station zunächst unter der Bezeichnung Bahnhof Hod haScharon–Kfar Saba. Nach dem palästinensischen Terroranschlag elf Tage später, wobei der Wachmann Alexander Kostjuk ermordet und 15 weitere Personen verwundet wurden, wurde der ukrainische Name des Ermordeten als Namenszusatz dem Stationsnamen angehängt, also Bahnhof Hod haScharon–Kfar Saba (A. Kostjuk) (hebräisch תחנת הרכבת הוד השרון-כפר סבא (א' קוסטיוק)). Die Station bekam ihren heutigen Namen Bahnhof Kfar Saba – Nordau (A. Kostjuk) bzw. תחנת הרכבת כפר סבא – נורדאו (א' קוסטיוק), als die erste Verlängerung der Scharonbahn westwärts bis zum neuen Bahnhof Hod haScharon – Sokolow am 2. September 2006 in Betrieb ging.

## Geschichte

Bahnhof Kfar Saba, 1961

### Bahnhof Kfar Saba
Die Stadt Kfar Saba und die Rakkevet Israel (RI) vereinbarten 1959, eine Stichstrecke westwärts ausgehend von der Ostbahn anzulegen, um das neue Industriegebiet Kfar Sabas zu erschließen, wo ein Eisenwalzwerk der Solpak (סולפק), Zentrallager der Schiwwuq Beṭanim weChutnah BʿA"M (שִׁוּוּק בְּטָנִים וְכֻתְנָה בָּעָ״מ ‚Vermarktung von Futterstoff und Kattun GmbH‘) und ein Zitruspackhaus der Jachin-Chaqa"l (יכין-חק"ל, ein Verarbeiter landwirtschaftlicher Erzeugnisse) ansässig waren. Stadt und RI finanzierten 1960/1961 gemeinsam den Bau der Stichstrecke, wozu an der Ostbahn bei Sdei Chemed der Bahnknoten Zomet Chemed (צֹמֶת חֶמֶד) angelegt wurde. Am 3. Januar 1961 fuhr der erste Zug am Bahnhof Kfar Saba ein. Im Wettbewerb mit dem immer besser ausgebauten Straßenverkehr wurde dort der Personenverkehr 1968 bereits wieder eingestellt und schließlich in den frühen 1990er Jahren auch der Güterverkehr, als der gesamte nördliche Strang der Ostbahn zwischen Knoten Zomet Qessem (צֹמֶת קֶסֶם) und Chaderah Mizrach (d. h. Ost) stillgelegt wurde.

### Bahnhof Kfar Saba – Nordau
Die Anlage des Bahnhofs ist das Ergebnis langfristiger Investitionen zu Stärkung und Verdichtung des Bahnnetzes im Ballungsraum Gusch Dan, um den Schienennahverkehr aufzubauen. Im Jahre 1990 entwickelte die französische Planungsgesellschaft Superto für den Landesprojektplan (תָּכְנִית מִתְאָר אַרְצִית Tåchnīt Mitʾar Artzīt) der Rakkevet Israel (RI) das Projekt einer Vorortbahn zwischen Tel Aviv und Raʿanannah via Kfar Saba. Doch Ende 1990 wurde alternativ zunächst beschlossen, hauptsächlich über die bestehende Jarqonbahn und einen Abschnitt der Ostbahn Kfar Saba durch einen neuen Bahnhof wieder an den Reisezugverkehr anzuschließen. 1998 kündigte RI-Direktor Amos Usani (עָמוּס עֻזָּנִי) die Investition von 650 Millionen Neuen Scheqel (NIS) an, um das Bahnprojekt Tel Aviv–Petach Tiqwah–Kfar Saba als erste elektrifizierte Bahnlinie in Israel zu errichten. Zu diesem Zeitpunkt schloss das Projekt den Ausbau der Strecke bis Raʿanannah und den Anschluss an die Küstenbahn der RI-Hauptlinie nicht ein.
Im Jahre 2000 wurde die Jarqonbahn über die bestehende Südkurve der Zomet Rosch haʿAjin bis zum Bahnhof Rosch haʿAjin (mit Namenszusatz Darom [d. h. Süd] ab geplanter Wiedereröffnung 2026, denn seit 2003 gibt es den Bahnhof Rosch haʿAjin Zafon weiter nördlich), der zunächst zum Richtungswechsel diente, ertüchtigt. Mit der Eröffnung der Nordkurve der Zomet Rosch haʿAjin 2003 wurde der südliche Bahnhof einstweilen nicht mehr bedient. Im Juni 2001 beschloss der Ministerausschuss für Wirtschaft, die Jarqonbahn bis Rosch haʿAjin zweigleisig auszubauen und von dort die Ostbahn, die südlich der Zomet Rosch haʿAjin stets in Betrieb geblieben war, nordwärts eingleisig bis zur Zomet Chemed wiederaufzubauen einschließlich des neuen Bahnhofs Rosch haʿAjin Zafon (d. h. Nord). Seit Beginn der 2000er Jahre wurden Scharonbahn und Autobahn Kvisch  als Gesamtprojekt geplant und errichtet, wobei die Gleise und Bahnhöfe in Mittellage zwischen den Richtungsfahrbahnen der Autobahn angelegt wurden.
Da die Regierung erwartete, dass die Einnahmen aus dem Betrieb der Scharonbahn schon die Beschaffungskosten von Schienenfahrzeugen nicht decken würden, übernahm die Rakkevet Israel ohne Ausschreibung den Bau und der Staat die Finanzierung für die Strecke und die Bahnhöfe. Im Juni 2002 gab Verkehrsminister Ephraim Sneh bekannt, dass den Vorortbahnbetrieb kein privates Unternehmen übernehmen werde, sondern der Betrieb auf allen Bahnstrecken in einer Hand, derjenigen der RI, bleiben werde. Zu dieser Zeit begann der Ausbau der Strecke in Richtung Kfar Saba.

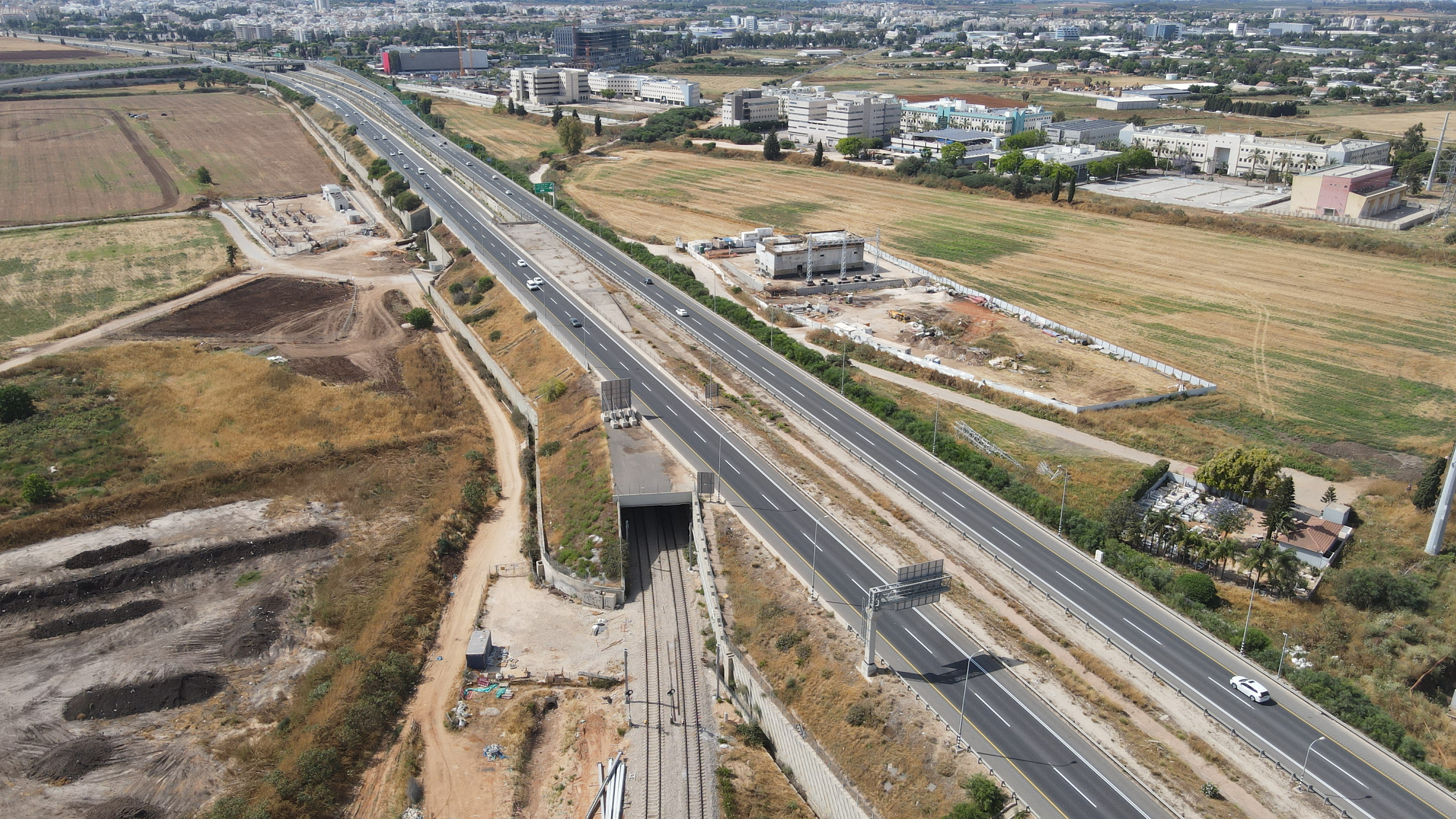
Unterführung der Südkurve der Zomet Chemed in den Mittelstreifen der Autobahn Kvisch, 2021

Der Knoten Zomet Chemed erhielt eine neue Südkurve, über die die Scharonbahn als Neubaustrecke bis Kfar Saba fortgeführt wurde, wo am Rechov Nordau ein neuer Bahnhof entstand. Diese erste Station der neuen Scharonbahn ging am 13. April 2003 in Betrieb, wie gleichentags auch der Unterwegshalt Bahnhof Rosch haʿAjin Zafon (Ostbahn) und weiter südlich der Bahnhof Ramlah (J&J-Linie). Am ersten Betriebstag, nachdem 35 Jahre kein Bahnreiseverkehr nach Kfar Saba mehr bestanden hatte, nutzten etwa 1.000 Reisende die Gelegenheit.
Als Maßnahme gegen die Ausbreitung der Covid-Pandemie ruhte der Bahnverkehr zwischen März und Ende Juni 2020, in welcher Zeit die Rakkevet Israel (RI) die Bahninfrastruktur ausbaute und modernisierte. An der Zomet Chemed unterbrachen die Bauarbeiten die Schienenstränge, um die Verbindung zum nördlichen Abschnitt der Ostbahn herzustellen, der bis 2026 wieder in Betrieb gehen soll. Als die Bahn den Betrieb dann wieder aufnahm, war die Scharonbahn zwischen Rosch haʿAjin und Kfar Saba unterbrochen. Über die fertiggestellte Südkurve im Knoten Mechlaf Schmarjahu Mizrach bestand ab Kfar Saba dann Anschluss bis Herzliah, wo seither Möglichkeit bestand, in Züge auf der Küstenbahn umzusteigen.
Von Mitte September 2020 bis Februar 2021 war der Bahnbetrieb auf der Scharonbahn wieder eingestellt. Seit Mitte 2020 installierte die spanische Firma Sociedad Española de Montajes Industriales (SEMI) Oberleitungen und zugehörige Anlagen zur Elektrifikation der Scharonbahn, die am 19. November 2021 abgeschlossen war. Ab 25. Dezember 2021 verkehren elektrisch betriebene Doppelstockreisezüge der Roten Linie in verkürztem Lauf zwischen Herzliah und Aschqelon, da südlich des letzteren der vorher mitbediente längere Lauf über die Westliche Negevbahn bis hin nach Beʾer Scheva noch nicht durchgehend elektrifiziert ist.

### Palästinensischer Anschlag auf Reisende 2003

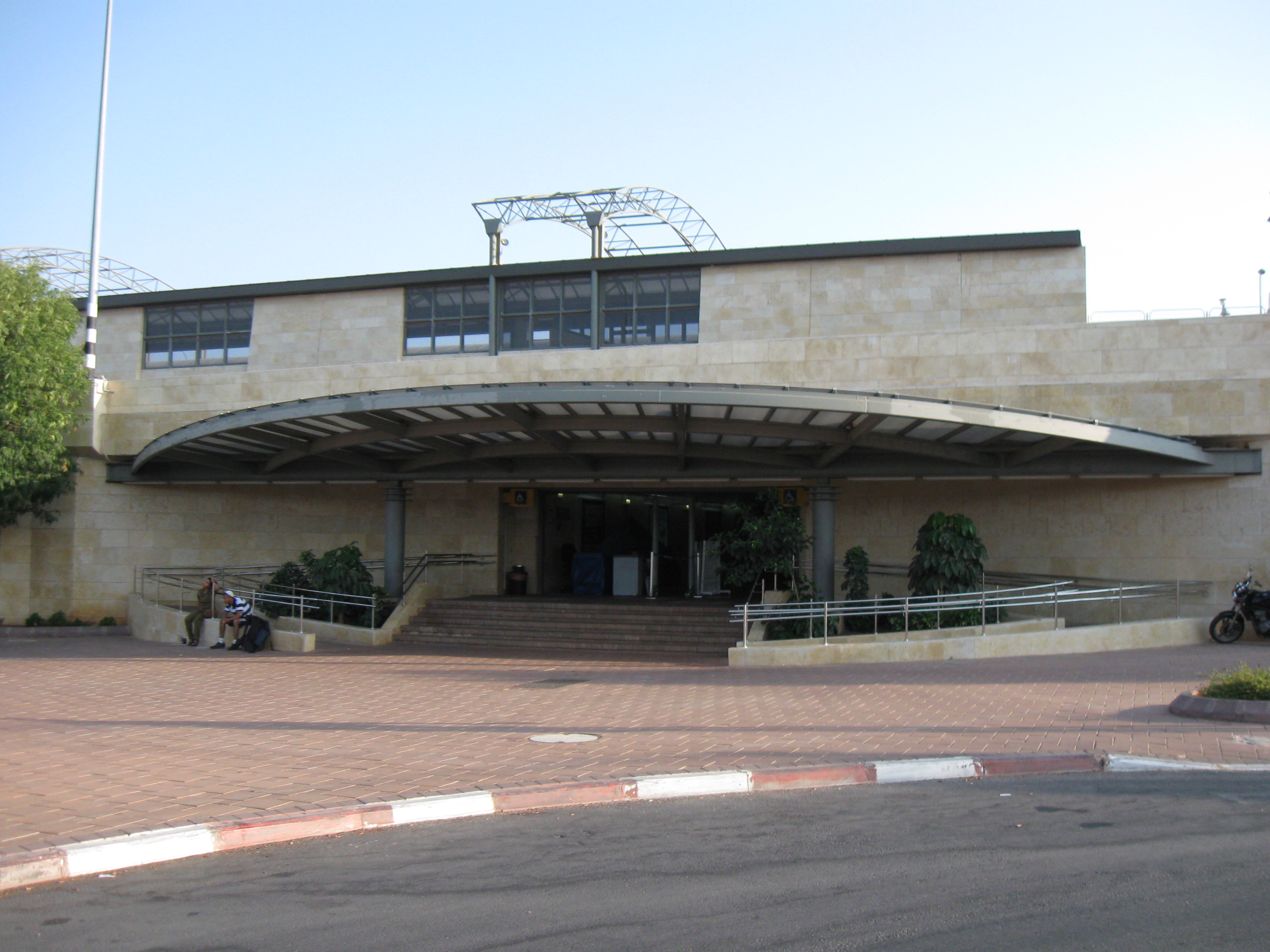
Eingang zum Empfangsgebäude, darüber hinter der Brüstung die nördliche Richtungsfahrbahn des Kvisch vor der Außenmauer des Nordbahnsteigs mit Dach und stählernen Bogenkonstruktionen über beide Gleise bis hinüber zum Südbahnsteig, 2010

Ein Palästinenser verübte als Selbstmordattentäter der al-Aqsa-Märtyrerbrigaden am 24. April 2003 einen Terroranschlag auf Reisende am neuen Bahnhof. Der Student des Ingenieurwesens Alexander Kostjuk (1979–2003), nebenberuflich Wachmann am Bahnhof, stoppte den Attentäter, der durch Sprengung seines Sprengstoffgürtels den Wachmann ermordete und 15 weitere Personen verwundete. Die Station erhielt später den ukrainischen Namen des Wachmanns als Namenszusatz.

## Gebäude

Genordetes Schema des Bahnhofs mit Gleisen (schwarz), Personentunnel (beige) zu den Bahnsteigen 1 und 2 (grün), beide Richtungsfahrbahnen des Kvisch (grau) und Empfangsgebäude (aubergine)

Das Empfangsgebäude im gemeinsamen Bahn- und Fahrdamm von Scharonbahn und Autobahn Kvisch 531 öffnet sich zum Vorplatz nach Kfar Saba. Die Schalterhalle befindet sich mit ihrer flach gewölbten Decke unterhalb der nördlichen Richtungsfahrbahn der Auto- wie unter der Scharonbahn. Zwei Aufgänge zum Nordbahnsteig an Gleis 1 münden von Ost und West in die Halle. Zwei Zugänge zum Südbahnsteig an Gleis 2 gehen südwärts aus der Halle ab. In der Schalterhalle finden sich ein kleines Café mit wenigen Tischen, ein öffentliches Telephon sowie Automaten für je Billetts, Getränke und Speisen. Sonntags bis donnerstags ist vormittags ein Billettschalter besetzt. Ferner stehen den Reisenden ein öffentlicher Bücherschrank und ein Geldautomat zur Verfügung.
Der Bahnhof hat entlang den Gleisen 1 und 2 zwei Seitenbahnsteige, die allesamt in Mittellage zwischen beiden Richtungsfahrbahnen des Kvisch  liegen. Im überdachten Teil der Bahnsteige schirmen hohe Mauern die Reisenden vom Lärm der flankierenden Richtungsfahrbahnen der Autobahn ab. Brüstung und Außenmauern sind in hellem Naturstein verkleidet. Einen Ausgang zur Südseite von Bahn- und Fahrdamm, wo sich 2024 noch Agrarflächen erstreckten, hat der Bahnhof nicht. Aufzüge schaffen barrierefreien Zugang zu den Bahnsteigen.

## Verbindungen
Vom Bahnhof Kfar Saba – Nordau sind im Bahnnetz die nächsten Halte Hod haScharon – Sokolow (ebenfalls Scharonbahn) im Westen und Rosch haʿAjin Zafon im Südosten auf der Ostbahn. Mit der weiteren Wiederingangsetzung der Ostbahn in deren nordöstlichem Verlauf wird der Bahnhof Kfar Saba Zafon (d. h. Nord) folgen, dessen Eröffnung für 2026 terminiert ist. Mit 1.373.963 (2019) Passagieren pro Jahr belegte der Bahnhof seinerzeit Rang 32 unter den damals 68 Stationen im Lande.
Der Bahnhof ist Unterwegsbahnhof auf der Roten Linie der RI zwischen Aschqelon und Herzliah. Während der Hauptverkehrszeit halten vier Züge pro Stunde in jede Richtung am Bahnhof. Alle Züge Richtung Westen fahren bis und setzen in Herzliah ein, ostwärts beginnen und enden zwei Züge in Aschqelon, einer in Aschdod – ʿAd Halom und einer in Rischon Lezion – Moscheh Dajjan. Außerhalb der Stoßzeiten halten zwei Züge pro Stunde in jede Richtung am Bahnhof.
| Linie                                                                 | Verlauf | Taktfrequenz |
| --------------------------------------------------------------------- | --- | --- |
|                                                                       | Strecken (Hauptlinie, Scharonbahn, Ostbahn, Jarqonbahn, Strecke Tel Aviv–Pleschet, Sinai-Bahn) und Bahnhöfe | |
| Rote Linie (1) der RI (Herzlia − Aschqelon) über die Lulʾat haScharon | Herzlia • Raʿanannah – Maʿarav • Raʿanannah – Darom • Hod haScharon – Sokolow • Kfar Saba – Nordau • Rosch haʿAjin – Zafon • Petach Tiqwah – Sgullah • Petach Tiqwah – Qirjat Arjeh • Bnei Braq • Tel Aviv – Universsitah • Tel Aviv – Savidor Merkaz • Tel Aviv – haSchalom • Tel Aviv – haHaganah • Zomet Cholon • Cholon – Wolfson • Bat Jam – Josephthal • Bat Jam – Qomemijjut • Rischon LeZion – Moscheh Dajjan • Javneh – Maʿarav • Aschdod – ʿAd Halom • Aschqelon | Stoßzeit: alle 15 min dabei alle Stunde 2 Züge bis Aschqelon, 1 bis Aschdod und 1 bis Rischon LeZion – Moscheh Dajjan |

Die Busgesellschaft Metropoline fährt den Bahnhof mit ihren Linien 2, 3, 8, 13, 17, 21, 65 und 118 an. Die Tnufah bedient den Bahnhof mit ihren Buslinien 79, 81, 82, 93, 134 und 174. Für Reisende im Individualverkehr bestehen gebührenfreie Parkplätze, darunter fünf Abstellbereiche für Fahrräder, fünf Bereiche für Motorräder, zehn Stellplätze für Fahrer mit Einschränkungen, ein Taxistand und 200 Stellplätze für Fahrzeugführer ohne Einschränkungen.